# Imperial Holdings
Imperial Holdings ist ein südafrikanisches Unternehmen mit zentralen Standorten in Bedfordview und Edenvale in der Metropolgemeinde Ekurhuleni.
Das Unternehmen ist in Südafrika und weiteren Teilen Afrikas als Logistikunternehmen tätig. Des Weiteren ist Imperial Holdings über Tochterunternehmen in der Autovermietung und der Versicherungsbranche für Fahrzeuge tätig.
In Europa ist Imperial mit seiner Logistiktochter Imperial Logistics International GmbH, Duisburg vertreten. Ein bedeutendes Tochterunternehmen in der Logistiksparte ist die Imperial Reederei GmbH, Duisburg.
Im Februar 2022 wurde Imperial vollständig von DP World übernommen.